# Egersunds Idrettsklubb
L'Egersunds Idrettsklubb è una società calcistica norvegese con sede nella città di Egersund. Milita nella 1. divisjon, secondo livello del campionato norvegese. Il club militò nella Norgesserien 1939-1940, all'epoca massima divisione.

## Palmarès

### Competizioni nazionali
- 2. divisjon: 1

2023 (girone 1)
- 3. divisjon: 1

2004

### Altri piazzamenti
- 2. divisjon:

Secondo posto: 2014 (gruppo 3), 2015 (gruppo 3), 2016 (gruppo 4)
- 3. divisjon:

Secondo posto: 2011 (gruppo 6)

## Organico

### Rosa 2024
| N. |                     | Ruolo | Calciatore        |
| -- | ------------------- | ----- | ----------------- |
| 1  | Norvegia (bandiera) | P     | Anders Klemensson |
| 2  | Norvegia (bandiera) | D     | Ådne Midtskogen   |
| 3  | Norvegia (bandiera) | D     | Bjørn Mæland      |
| 4  | Norvegia (bandiera) | D     | Henrik Falchener  |
| 5  | Norvegia (bandiera) | D     | Keivan Ghaedamini |
| 6  | Norvegia (bandiera) | D     | Tord Salte        |
| 7  | Svezia (bandiera)   | A     | Jack Lahne        |
| 8  | Norvegia (bandiera) | C     | Chris Sleveland   |
| 9  | Norvegia (bandiera) | A     | Jørgen Galta      |
| 10 | Norvegia (bandiera) | C     | Stian Michalsen   |
| 11 | Norvegia (bandiera) | A     | Adrian Bergersen  |
| 12 | Norvegia (bandiera) | D     | Robert Williams   |
| 14 | Norvegia (bandiera) | D     | Jo Stålesen       |
| 15 | Norvegia (bandiera) | C     | Henrik Elvevold   |

| N. |                     | Ruolo | Calciatore             |
| -- | ------------------- | ----- | ---------------------- |
| 16 | Norvegia (bandiera) | C     | Sivert Strangstad      |
| 17 | Norvegia (bandiera) | C     | Ingvald Halgunset      |
| 18 | Norvegia (bandiera) | D     | Jonas Øvstun Jørgensen |
| 19 | Norvegia (bandiera) | D     | Fanuel Ghebreyohannes  |
| 21 | Norvegia (bandiera) | C     | Kristian Eggen         |
| 22 | Norvegia (bandiera) | C     | Horenus Taddese        |
| 23 | Norvegia (bandiera) | A     | Magnus Høiseth         |
| 26 | Liberia (bandiera)  | C     | Justin Salmon          |
| 27 | Norvegia (bandiera) | P     | Sander Lönning         |
| 31 | Norvegia (bandiera) | P     | Knut André Skjærstein  |
| 77 | Norvegia (bandiera) | A     | Jørgen Voilås          |
| 91 | Svezia (bandiera)   | D     | Sammi Davis            |
| 99 | Norvegia (bandiera) | A     | Joacim Holtan          |